# Mark, Örebro kommun
Mark var före 2015 en av SCB avgränsad och namnsatt småort i Örebro kommun belägen strax sydost om Örebro, söder om Almby och Ormesta. Småorten upphörde 2015 när området växte samman med bebyggelsen i Örebro.
Orten är även benämnd Östra Mark för att särskilja området från Västra Mark, som ligger i anslutning till den västra stadsdelen.

## Historia
Före 1943 var området en del av Almby landskommun.
I Östra Mark fanns förr en hållplats utefter smalspåriga järnvägen Örebro södra - Norrköping.

## Samhället
Idag finns ett mindre bostads- och sommarstugeområde i Mark. I närheten av Mark ligger Enbuskabacken, ett av Närkes största forntida gravfält.

## Idrott
I områdets västra del har Almby IK har en klubbstuga (Ljungstugan). Genom Markaområdet löper ett elljusspår och en mängd stigar.